# El Duque de Burgundy (película)
The Duke of Burgundy (comercializada en español como El Duque de Burgundy) es una película dramática británica de 2014 escrita y dirigida por Peter Strickland, y protagonizado por Sidse Babett Knudsen y Chiara D'Anna. 
La película se proyectó en varios festivales de cine, entre ellos el Festival Internacional de Cine de Toronto, el Festival de Cine de Londres y el Festival Internacional de Cine de Róterdam, con críticas positivas.

## Trama
Evelyn estudia lepidopterología con Cynthia, una mujer mayor que ella, quien frecuentemente da conferencias sobre sus estudios. Evelyn está involucrada románticamente con Cynthia y trabaja como mucama en su casa, donde está sujeta a estrictas expectativas de comportamiento y altos estándares de limpieza. Cuando Evelyn no completa las tareas a satisfacción de Cynthia, es castigada. 
A medida que Cynthia se debilita cada vez más en su dominio, se hace evidente que Evelyn está orquestando el papel de Cynthia en la relación escribiendo instrucciones y guiones para escenas específicas, que la pareja actúa de la misma manera cada día. Mientras que Evelyn encuentra las escenas sexualmente excitantes, Cynthia sólo las interpreta para saciar a su amante. Intenta complacer a Evelyn ordenando a un carpintero que construya una cama con un cajón debajo para que Evelyn duerma como castigo; sin embargo, Evelyn no está contenta con el tiempo que tardará en hacer la cama, y finalmente rechaza el regalo. 
Evelyn comienza a exigir que Cynthia la encierre en un baúl por la noche como un nuevo castigo. Cynthia está de acuerdo, pero está resentida por la nueva separación física. Cynthia también se siente cohibida por su envejecimiento, habiéndose lesionado la espalda al mover el baúl a su lado. Expresa su infelicidad en el cumpleaños de Evelyn, cuando exige que Evelyn prepare su propio pastel de cumpleaños, el cual Cynthia come mientras se reclina con los pies apoyados en la cara de Evelyn. Evelyn no disfruta de la escena y grita su palabra de seguridad,  pinastri, que Cynthia ignora. 
La relación de la pareja se vuelve más tensa a medida que las expectativas de Evelyn no se cumplen. Finalmente, Cynthia acusa a Evelyn de pulir las botas de otro profesor, lo que considera un acto de traición. Los dos parecen compensarse, y Evelyn acepta poner menos énfasis en sus necesidades sexuales. La película termina con la pareja pasando por la misma rutina de juego que se ve al principio de la película. 

## Reparto
- Sidse Babett Knudsen como Cynthia
- Chiara D'Anna como Evelyn
- Monica Swinn como Lorna
- Eugenia Caruso como el Dr. Fraxini
- Fatma Mohamed como el carpintero
- Kata Bartsch como el Dr. Lurida
- Eszter Tompa como el Dr. Viridana
- Zita Kraszkó como el Dr. Schuller

## Título
Como la lepidopterología (el estudio de las polillas y las mariposas) es un tema de toda la película, el título hace referencia a la mariposa del duque de Borgoña (o lucina) (Hamearis lucina), aunque ya no se sabe "cómo recibió ese nombre en primer lugar, perdiéndose cualquier razonamiento en las brumas de la antigüedad entomológica".

## Crítica
La película recibió críticas abrumadoramente positivas de los críticos. El sitio web de reseñas de Rotten Tomatoes reportó un índice de aprobación del 94%, basado en 101 críticas, con un promedio de 8 de 10. El consenso de la crítica dice: "Elegante, sensual e inteligente, El Duque de Burgundy demuestra que el cine erótico puede tener sustancia genuina". En Metacritic, que asigna una puntuación media ponderada, la película tiene una puntuación de 87 sobre 100, lo que indica "Aclamación universal" según 24 críticas.
The A.V. Club calificó al Duque de Burgundy como la cuarta mejor película de 2015 y la 34.ª mejor película de la década de 2010. En su crítica inicial para The A.V. Club, Mike D'Angelo llamó a la película "una hermosa historia de amor disfrazada de obscenidades con estilo", asignándole una calificación de A, y luego nombrando su propia película favorita del año. La encuesta de los críticos del Indiewire la nombró la tercera mejor película del año, y ocupó el puesto 69.º en la lista de esa publicación de las mejores películas de la década.
La banda sonora de Ojos de Gato también recibió una atención positiva, con el crítico Noel Murray afirmando que merecía un guiño al Óscar a pesar de la relativa oscuridad de la película.

### Premios y reconocimientos
Strickland recibió el Premio a la Visión Pionera de Wouter Barendrecht en el Festival Internacional de Cine de Hamptons por su trabajo en la película. La película también ganó el Gran Premio del Jurado en el 23 Festival de Cine de Filadelfia.

## Banda sonora
El Duque de Burgundy fue lanzado por Ojos de Gato en febrero de 2015. 
| N.º | Título                                    | Duración |
| --- | ----------------------------------------- | -------- |
| 1.  | "Forest Intro"                            | 0:38     |
| 2.  | "The Duke of Burgundy"                    | 2:19     |
| 3.  | "Moth"                                    | 1:29     |
| 4.  | "Door Nº1"                                | 1:11     |
| 5.  | "Pavane"                                  | 0:58     |
| 6.  | "Dr. Schuller"                            | 0:13     |
| 7.  | "Laplight"                                | 2:48     |
| 8.  | "Door Nº2"                                | 1:39     |
| 9.  | "Carpenter Arrival"                       | 3:33     |
| 10. | "Reflection"                              | 1:43     |
| 11. | "Door Nº3"                                | 1:39     |
| 12. | "Black Madonna"                           | 1:49     |
| 13. | "Silkworm"                                | 0:18     |
| 14. | "Evelyn's Birthday"                       | 2:07     |
| 15. | Evelyn's Birthday" (Versión en flauta")   | 1:52     |
| 16. | "Black Madonna" (Versión en corno inglés) | 1:21     |
| 17. | "Night Crickets"                          | 0:20     |
| 18. | "Requiem For the Duke of Burgundy"        | 4:36     |
| 19. | "Hautbois"                                | 2:10     |
| 20. | "Coats of Arms"                           | 2:48     |

Clasificaciones profesionales
| Puntuaciones totales      | Puntuaciones totales |
| ------------------------- | -------------------- |
| Fuente                    | Clasificación        |
| Metacritic                | 87/100               |
| Resultados de la Revisión |                      |
| Fuente                    | Clasificación        |
| MusicOMH                  | 4 de 5 estrellas     |